# 試験場前駅 (愛知県)
試験場前駅（しけんじょうまええき）は、かつて愛知県西春日井郡清洲町清洲（現在の清須市）にあった、名鉄清洲線の駅（廃駅）である。
駅名は沿線東側にあった愛知県農事試験場にちなむ。

## 歴史
清洲線の中間駅として開業と同時に開設。後に須ヶ口駅 - 丸ノ内駅間が名岐線（現在の名古屋本線）に編入され、当駅が清洲線唯一の中間駅となる。
開業当初の駅名を「農事試験場前駅」（のうじしけんじょうまええき）とする資料が名鉄社史を中心に散見されるが、開業を報じた『官報』、開業年度の愛知県統計書、1917年（大正6年）に鉄道院から発行された停車場一覧など、大正期の資料から「農事試験場前駅」の名称は確認できない。
農事試験場前駅から試験場前駅に改称された時期は不明で、『名古屋鉄道百年史』（1994年）では駅名便覧の項で1942年（昭和17年）4月1日以前としているが、年表では1928年（昭和2年）2月3日の事項で試験場前駅と記している。また、『名古屋鉄道社史』（1961年）では旧・名古屋鉄道創立時点の路線図で当駅の名称を試験場前駅としている。『日本鉄道旅行地図帳 東海』（2008年）では1919年（大正8年）以前の改称としているが、鉄道フォーラムで公開されている同書の訂補情報では官報準拠に改めている。

### 年表
- 1914年（大正3年）9月22日：名古屋電気鉄道の清洲線の駅として開業[7]。
- 1921年（大正10年）7月1日：名古屋電気鉄道が（旧）名古屋鉄道へ路線を譲渡[14]。
- 1928年（昭和3年）
  - 2月3日：国府宮支線（現在の名古屋本線の一部）が国府宮駅から西清洲駅（現在の新清洲駅）まで延伸。西清洲駅 - 試験場駅前駅間で徒歩連絡を実施[10]。
  - 4月10日：国府宮支線が西清洲駅から清洲線丸之内駅（現在の丸ノ内駅）まで延伸。清洲線の一部と国府宮支線が名岐線に改められる[15]。
- 1930年（昭和5年）9月5日：（旧）名古屋鉄道が名岐鉄道に社名変更[16]。
- 1935年（昭和10年）8月1日：名岐鉄道と愛知電気鉄道が合併し、（現）名古屋鉄道が発足[17]。
- 1944年（昭和19年）6月10日：清洲線が不要不急線となり営業休止[6]。
- 1948年（昭和23年）8月3日：廃止[6]。

## 駅周辺
- 愛知県農事試験場清洲分場[2][3] - 1896年（明治29年）に名古屋市より移転。1903年（明治36年）に安城に分場が開設され一部機能が移転し、1920年（大正9年）には安城分場が本場となりこちらが清洲分場となる[18]。試験場前駅休止後の1947年（昭和22年）には愛知県園芸試験場として独立したが、1966年（昭和41年）の再編により長久手村に新設された愛知県農業総合試験場に統合、閉鎖された[19]
- 愛知県種畜場清洲分場[3][20]

## 隣の駅
名古屋鉄道
清洲線
丸ノ内駅 - 試験場前駅 - 清洲町駅